# Sankt Konrads katolska församling
Sankt Konrads katolska församling är en romersk-katolsk församling vars område motsvarar Nacka och Värmdö kommuner. Församlingen tillhör Stockholms katolska stift.
År 1993 började förberedelser för en katolsk församling i östra delen av  Stockholms domkyrkoförsamling. Josefsystrarna i Björkudden fanns redan i området. Gudstjänster i Gustavsbergs kyrka och i Fisksätra påbörjades och ett kapellråd bildades 1994. Under församlingens hela historia hade kapucinbröderna tagit ett stort ansvar. Detta ändrades från och med 1 mars 2022, med anledning av att den nya kyrkoherde inte hör till kapucinorden.  
Gudstjänster är förlagda till i Vilohemmet Maria Regina i Storängen, Fisksätra kyrka, Kapucinbrödernas kloster i Saltsjö-Duvnäs, Moder Teresas systrar i Fisksätra och hos Skolsystrarna de Notre Dame i Storängen. Församlingen har sin expedition i kapucinbrödernas kloster i Saltsjö-Duvnäs.  
Broder Konrad av Parzham, född den 22 december 1818 i byn Parzham i närheten av Passau i Bayen, härstammade från en mycket from bondefamilj. Som pojke hade han så stor vördnad för Guds Majestät, att han vid arbetet på åkern inte bar någon mössa, hur varmt det än kan ha varit. Han ville nämligen oavbrutet bedja och trodde i sin enkelhet att han fick göra det blott utan något på huvudet. Som ung man låg han ofta under nätterna på sin knän inför husaltaret på sitt rum. Ensamheten ute pååkern var för honom en samvaro med Gud. När han insåg att Gud kallat honom till ett liv som ordensman lämnade han som 31-åring sin hemby, avstod från gårdens rikedom och inträdde som broder hos kapucinerna. Efter sina slutgiltiga ordenslöften skickades han till klostret i Altötting. Under 41 år har han vaktat klosterporten och ”försett sin tjänst med största finkänslighet och största noggrannhet och med okuvligt tålamod, alltid ödmjuk, from, hjälpsam, enkel och flitig.”  Han uppgav sin tjänst och dog den 21 april 1894. Broder Konrad blev skyddspatron för den nya katolska församlingen i Nacka – Värmdö. 

## Kyrkoherdar
- p. Tomasz Wójcik (1993-)
- p. Marek Rubaj
- p. Ryszard Zieliński OFMCap
- p. Andrzej Konopka OFMCap (-2011)
- p. Marcin Wojciechowski OFMCap (2012-2020)
- p. Łukasz Lewczuk OFMCap (2020-2022)
- f. Chikezie Onuoha (2022-nuvarande)